# Windsurfing
 For alternative betydninger, se Surfing (flertydig). (Se også artikler, som begynder med Surfing)
Windsurfing, brætsejlads, er en sport, der involverer sejlads på et 2,4-2,7 meter langt bræt med vinden som fremdrift, ved hjælp af et enkelt sejl. Sporten kan betragtes som en hybrid mellem sejlads og surfing, og blev opfundet i 1966 i Californien. Det er muligt at dyrke windsurfing så længe der er nok vind til stede hvilket vil sige vindstyrker fra 4m/s til 20-25m/s, og en fart på mellem 20 og 30 knob er ikke ualmindelig. Det gælder om for surferen at fange vinden i sejlet og på den måde komme i fremdrift. Hvis surferen læner sejlet fremover mod næsen af brættet vil brættet dreje med vinden og hvis han tager det bagover mod hækken vil brættet styre op mod vinden.
Indenfor windsurfing findes der flere forskellige discipliner: Slalom, der gælder om at sejle en bestemt strækning på tid, den mere actionprægede Waveperformance, hvor det blandt andet gælder om at ride bølger, lave høje hop. freestyle, der går ud på at lave freestyletricks som kan involvere at rotere i luften og sejle baglæns.
Windsurferen kan som andre sejlfartøjer sejle på kryds, dvs skråt mod vinden i en vinkel på ca 45 grader. De mindste windsurfboards, der bruges til høj manøvredygtighed, hop og bølgesejlads som ved høje vindhastigheder m.m., har et mindre volumen end den samlede vægt af riggen og sejleren, typisk under 100 liter og helt ned til 50 liter (tidligere kaldet en "sinker" da den synker). Disse kan således ikke flyde men kun plane. Ved planing sejler surferen egentlig ikke men "skøjter" hen over vandoverfladen på samme måde som en vandski i fart. For at komme i gang må sejleren således foretage en såkaldt vandstart hvor han af riggen trækkes op af vandet og surferen er således i fart i samme øjeblik han står oppe på brættet.
Sporten blev olympisk i 1984.
Danmark har afholdt PWA Worldcup siden 2010 år i Klitmøller ("Cold hawaii").